# Gmina Meremäe
Gmina Meremäe (est. Meremäe vald) – gmina wiejska w Estonii, w prowincji Võru.
Gmina wiejska Meremäe należy do prowincji Võru. Na jej terenie działa 35 prywatnych firm i 11 organizacji pozarządowych. Firmy w większości są związane z rolnictwem (hodowla i sprzedaż świń, produkcja zbóż, uprawa ziemniaków) i turystyką. We wsi Marinova jest czynny kamieniołom dolomitowy. Powierzchnia gminy wynosi 132 km². Według danych z 2010 roku na jej terenie mieszka 1307 osób. 
W skład gminy wchodzi:
- 87 wsi: Ala-Tsumba, Antkruva, Ermakova, Helbi, Hilana, Hilläkeste, Holdi, Härmä, Ignasõ, Jaanimäe, Juusa, Jõksi, Kalatsova, Kangavitsa, Karamsina, Kasakova, Kastamara, Keerba, Kiiova, Kiislova, Kiksova, Kitsõ, Klistina, Korski, Kuigõ, Kuksina, Kusnetsova, Kõõru, Küllätüvä, Lepä, Lindsi, Lutja, Maaslova, Marinova, Martsina, Masluva, Melso, Merekülä, Meremäe, Miikse, Miku, Navikõ, Obinitsa, Olehkova, Ostrova, Paklova, Palandõ, Palo, Paloveere, Pelsi, Pliia, Poksa, Polovina, Puista, Raotu, Rokina, Ruutsi, Seretsüvä, Serga, Sirgova, Sulbi, Talka, Tedre, Tepia, Tessova, Teterüvä, Tiirhanna, Tiklasõ, Tobrova, Treiali, Triginä, Tsergondõ, Tsirgu, Tsumba, Tuplova, Tuulova, Tääglova, Ulaskova, Uusvada, Vaaksaarõ, Vasla, Veretinä, Vinski, Viro, Võmmorski, Väiko-Härmä, Väiko-Serga.

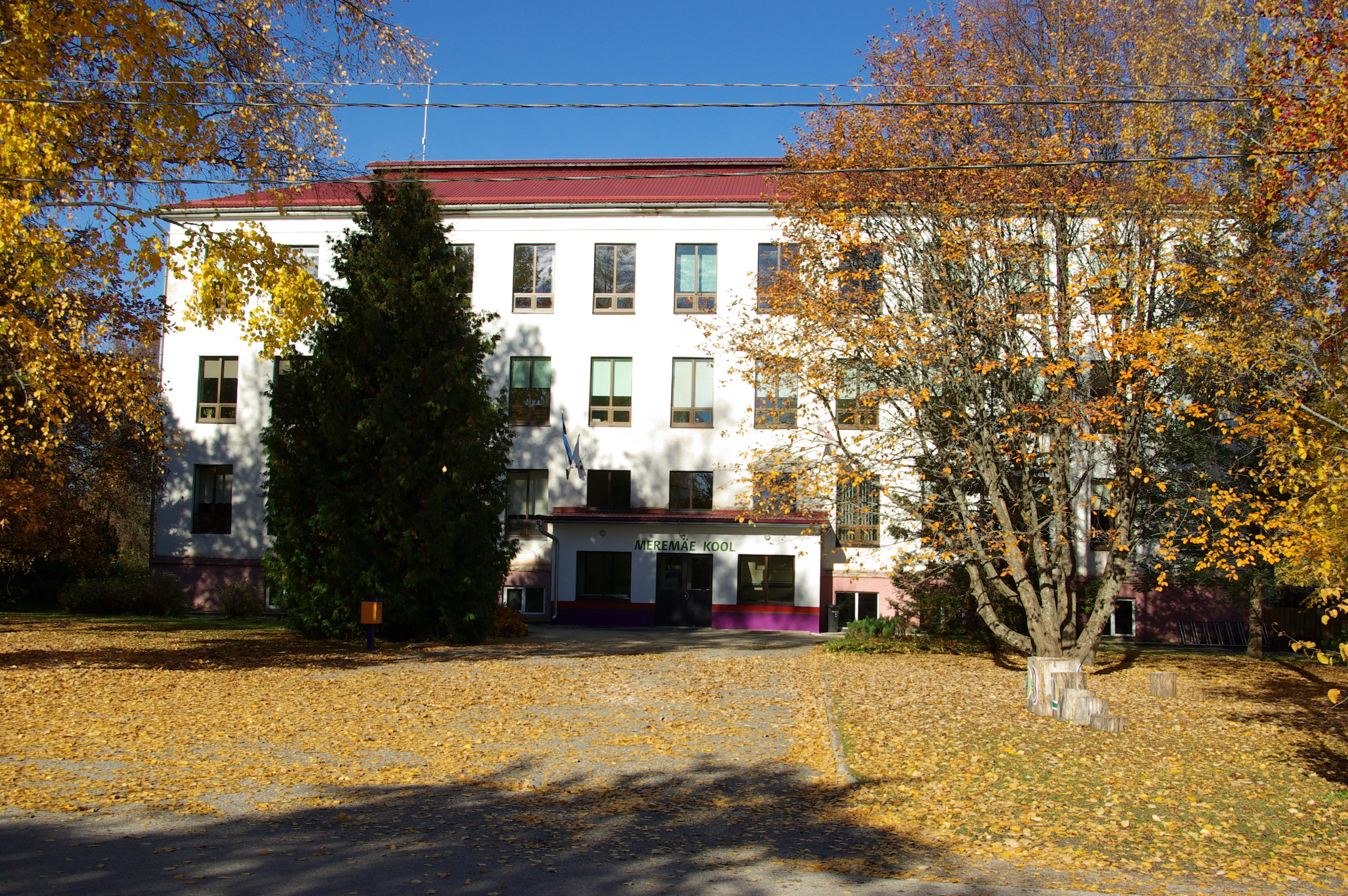
Budynek szkoły w Meremäe.
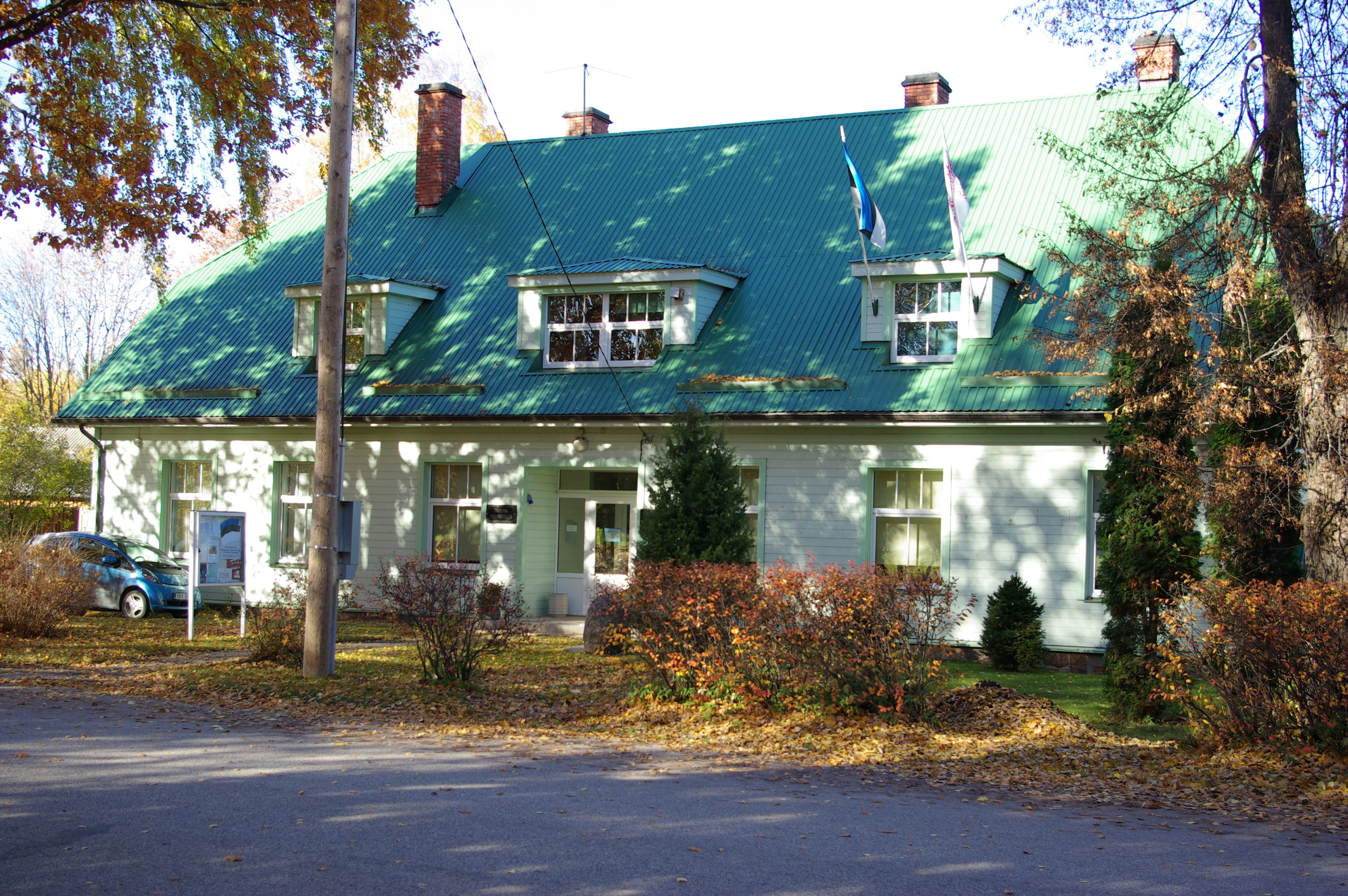
Budynek parafialny w Meremäe.
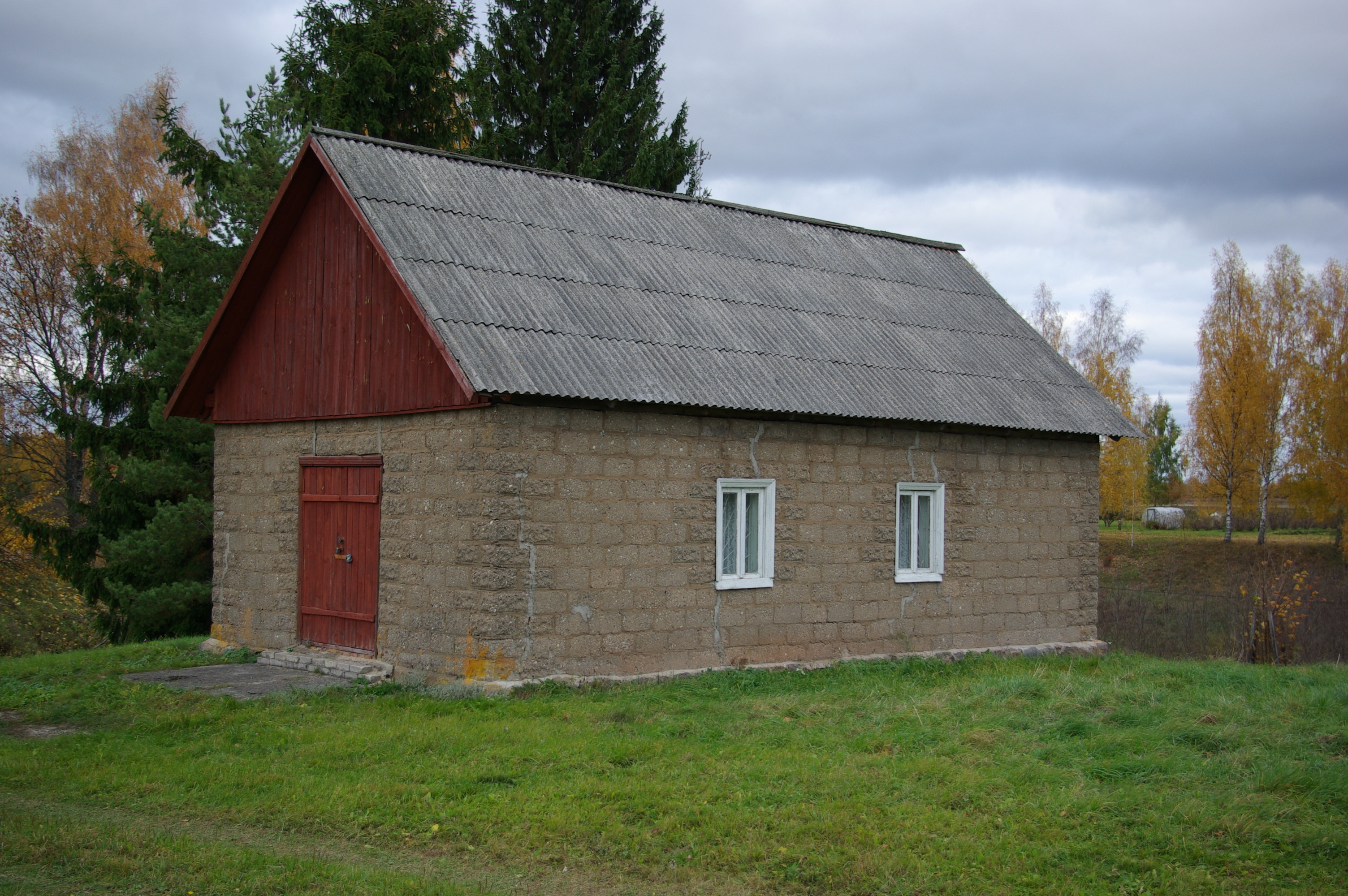
Kaplica w Küllätüvä
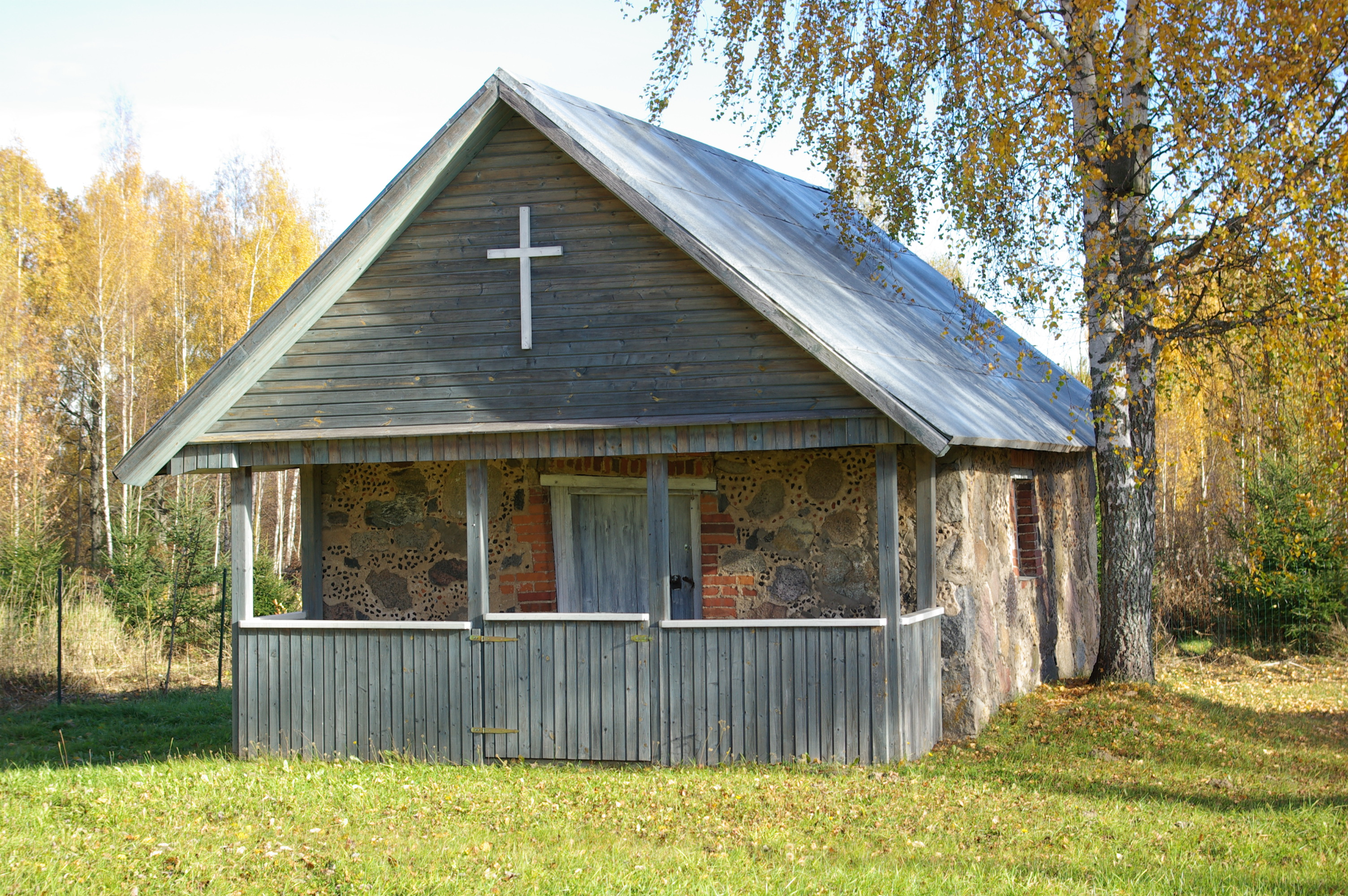
Kaplica w Pelsi.
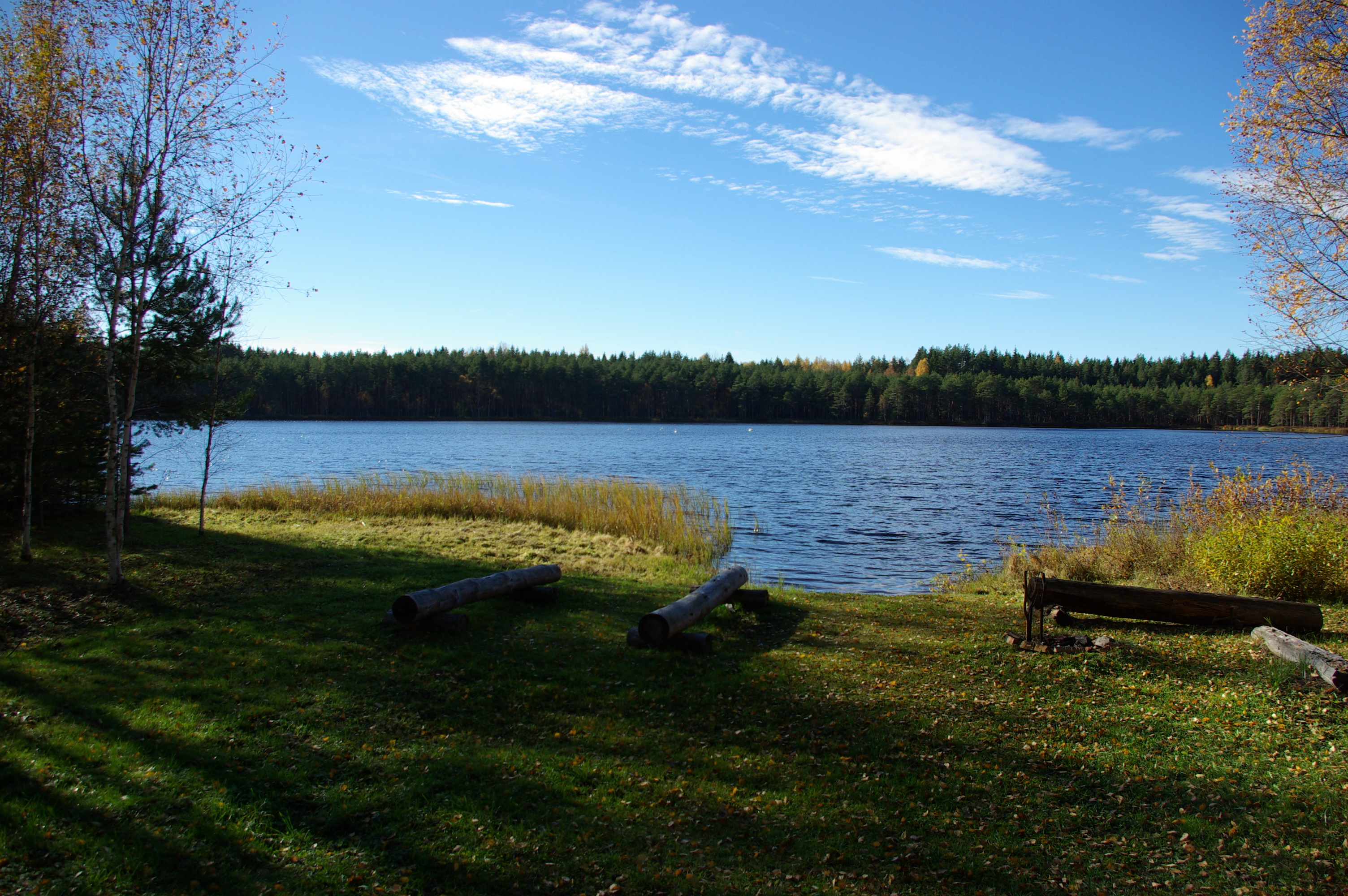
Jezioro Engli.
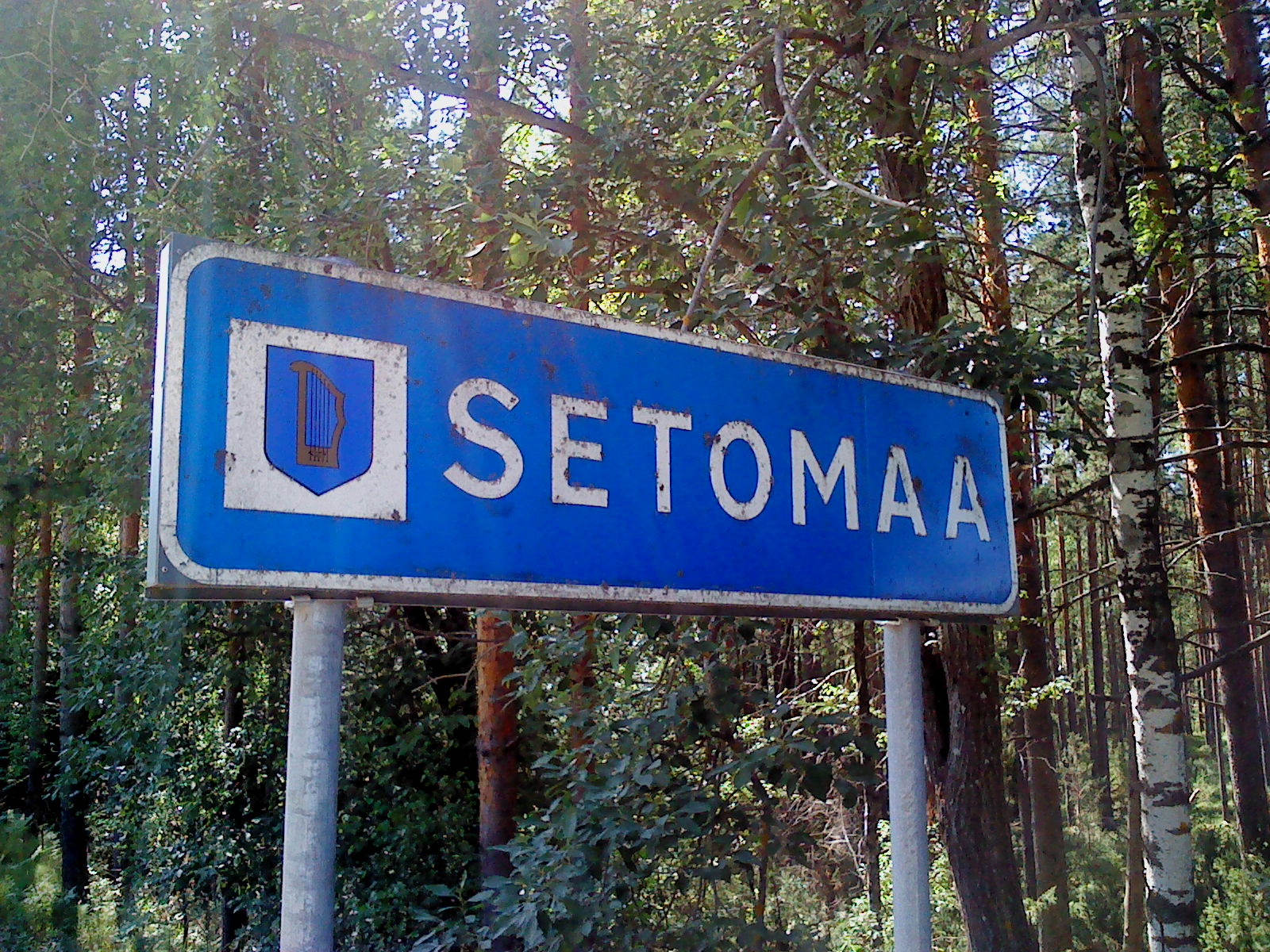
Znak graniczny regionu Setomaa.